# Scogli degli Eschimesi
Gli scogli degli Eschimesi (in russo: Рифы Эскимосские, rifi Ėskimosskie) sono delle isole russe nell'Oceano Artico che fanno parte dell'arcipelago della Terra di Francesco Giuseppe.

## Geografia
Gli scogli degli Eschimesi sono tre piccoli isolotti che si trovano nella parte sud-orientale della Terra di Francesco Giuseppe, 4 km a sud dell'isola di Salm e 4,5 km a sud-est dell'isola di Wilczek. Il più grande dei tre scogli è lungo circa 400 metri, gli altri due invece non superano i 100 metri. Tutti e tre hanno un aspetto collinare.

## Isole adiacenti
- Isola di Wilczek (Остров Вильчека, ostrov Vil'čeka), a nord-ovest.
- Isola di Salm (Остров Сальм, ostrov Sal'm), a nord.
- Isole di Bisernye (Острова Бисерные, ostrova Bisernye), un gruppo di 7 isolotti a nord.